# Ковалево (Млавський повіт)
Ковалево (пол. Kowalewo) — село в Польщі, у гміні Вішнево Млавського повіту Мазовецького воєводства.
Населення — 330 осіб (2011).
У 1975-1998 роках село належало до Цехановського воєводства.

## Демографія
Демографічна структура станом на 31 березня 2011 року:
|          | Загалом | Допрацездатний вік | Працездатний вік | Постпрацездатний вік |
| -------- | ------- | ------------------ | ---------------- | -------------------- |
| Чоловіки | 169     | 55                 | 96               | 18                   |
| Жінки    | 161     | 50                 | 77               | 34                   |
| Разом    | 330     | 105                | 173              | 52                   |